# Соловьёв-Спасский, Василий Борисович
Василий Борисович Соловьёв-Спасский (2 июля 1967, Ленинград — 9 октября 2024) — российский журналист, писатель

, переводчик.

## Биография
Родился 2 июля 1967 года в Москве в семье шахматиста Бориса Спасского.
Автор книги «Всадники без головы, или рок-н-ролльный бэнд» («Скифия», 2003) — сборника эссе о различных рок-группах и рок-музыкантах: Happy Mondays, Oasis, Боб Дилан, Ли Перри, Нил Янг, The Smiths, Игги Поп, The Stone Roses, Manic Street Preachers, Курт Кобейн, The Velvet Underground, Боб Марли, Sonic Youth и других.
Соловьёв-Спасский в соавторстве с Алексеем Рыбиным и Александром Кушниром написал книгу «Аквариум. Сны о чём-то большем…» — историю группы «Аквариум».
Соловьёв-Спасский также перевел несколько книг, в том числе историю группы Sex Pistols («Секс Пистолз: история изнутри»), «Голодная дорога» Бена Окри, «Корни травы» Майка Телвелла.
С 2010 по 2012 год вёл сетевой дневник «Список кораблей» о путешествиях.
В 2016 году подготовил книгу о британской рок-группе Stranglers, однако, по собственному признанию, данный труд был отвергнут редакцией.
Умер 9 октября 2024 года от инфаркта в возрасте 57 лет.